# Olasz szalmagyopár
Az olasz szalmagyopár (Helichrysum italicum) az őszirózsafélék (Asteraceae) családjába tartozó faj.
20–60 cm magasra megnövő félcserje. A Mediterráneum száraz, sziklás vidékein honos. Illóolaját gyógyászati célokra alkalmazzák, gyulladásgátló és gombaölő hatása van. Erős illata miatt nevezik „curry-fű”-nek is, de más köze nincs a curryhez.